# Ari Gold
Ari Gold, född 11 februari 1974 i Bronx i New York, död 14 februari 2021, var en amerikansk singer-songwriter. Han tros ha varit den första amerikanska öppet homosexuella R&B- och popsångare som varit öppet homosexuell från början av sin karriär.
Gold föddes i stadsdelen Bronx i en ortodox judisk familj. Han var aktiv som artist sedan år 2001, och gav ut flera album. Hans första album, det självbetitlade albumet Ari Gold, släpptes år 2001. Albumet är noterbart för att det direkt refererar till homosexuella relationer.
Gold avled 47 år gammal i sviterna av cancer.